# Осипов Федір Макарович
Федір Макарович Осипов (1898, село Іванівка, тепер Балашовського району Саратовської області, Російська Федерація — ?) — український радянський діяч, хірург, доцент Сталінського медичного інституту імені Горького Сталінської області. Депутат Верховної Ради УРСР 3—4-го скликань. Кандидат медичних наук.

## Біографія
У 1924 році закінчив Саратовський університет. Трудову діяльність розпочав у 1924 році ординатором лікарні в місті Запоріжжі. Потім завідував Великоновосілківською лікарнею на Донбасі.
У 1929—1941 роках — лікар хірургічного відділу 1-ї Радянської лікарні міста Сталіно та, одночасно, асистент госпітальної хірургічної клініки Сталінського медичного інституту Донецької (Сталінської) області. У 1941 році був евакуйований у місто Кустанай Казахської РСР.
З листопада 1941 року —  у Червоній армії. Учасник німецько-радянської війни. Служив хірургом, начальником 5-го медичного лікувального відділення сортувально-евакуаційного госпіталю № 3597 2-го Білоруського фронту, начальником хірургічного відділення військового госпіталю № 4539.
З 1946 року — асистент факультетської хірургічної клініки, доцент кафедри факультетської хірургії № 1 Сталінського медичного інституту імені Горького Сталінської області.

## Звання
- майор медичної служби

## Нагороди
- два ордени Червоної Зірки (31.08.1944, 30.04.1945)
- орден Вітчизняної війни 2-го ст. (6.04.1985)
- медаль «За перемогу над Німеччиною у Великій Вітчизняній війні 1941-1945 pp.»
- медалі